# 沙洛夫齊市鎮
沙洛夫齊市鎮（斯洛維尼亞語： 發音：[ˈʃaːlɔu̯tsi]） 是斯洛維尼亞東北部傳統地區普雷克穆列的一個市镇，行政中心为沙洛夫齊。市镇面积为71.5平方公里，該市镇设立於1994年。

## 聚居地
除了行政中心沙洛夫齊之外，該市镇還包括如下聚居地：
- Budinci
- Čepinci
- Dolenci
- Domanjševci
- Markovci

## 外部連結
- 官方网站  （斯洛文尼亚文）
- Municipality of Šalovci on Geopedia （页面存档备份，存于）